# شهرستان اچی، شیگا

شهرستان اچی (انگلیسی: Echi District, Shiga) یکی از شهرستان‌های ژاپن است که در استان شیگا در ژاپن واقع شده‌است.